# Місце масових розстрілів і три братські могили мирних жителів, військовополонених, 1941–1943 рр. Полтава
Місце масових розстрілів і три братські могили мирних жителів, військовополонених, 1941–1943 рр. розташоване у північно-західній частині мікрорайону Половки міста Полтава, в урочищі Гришкин ліс. Тут у період Другої світової війни відбувалися розстріли військовополонених сталінської армії, а також  душевнохворих Полтавської психіатричної лікарні, цивільних жителів-євреїв.

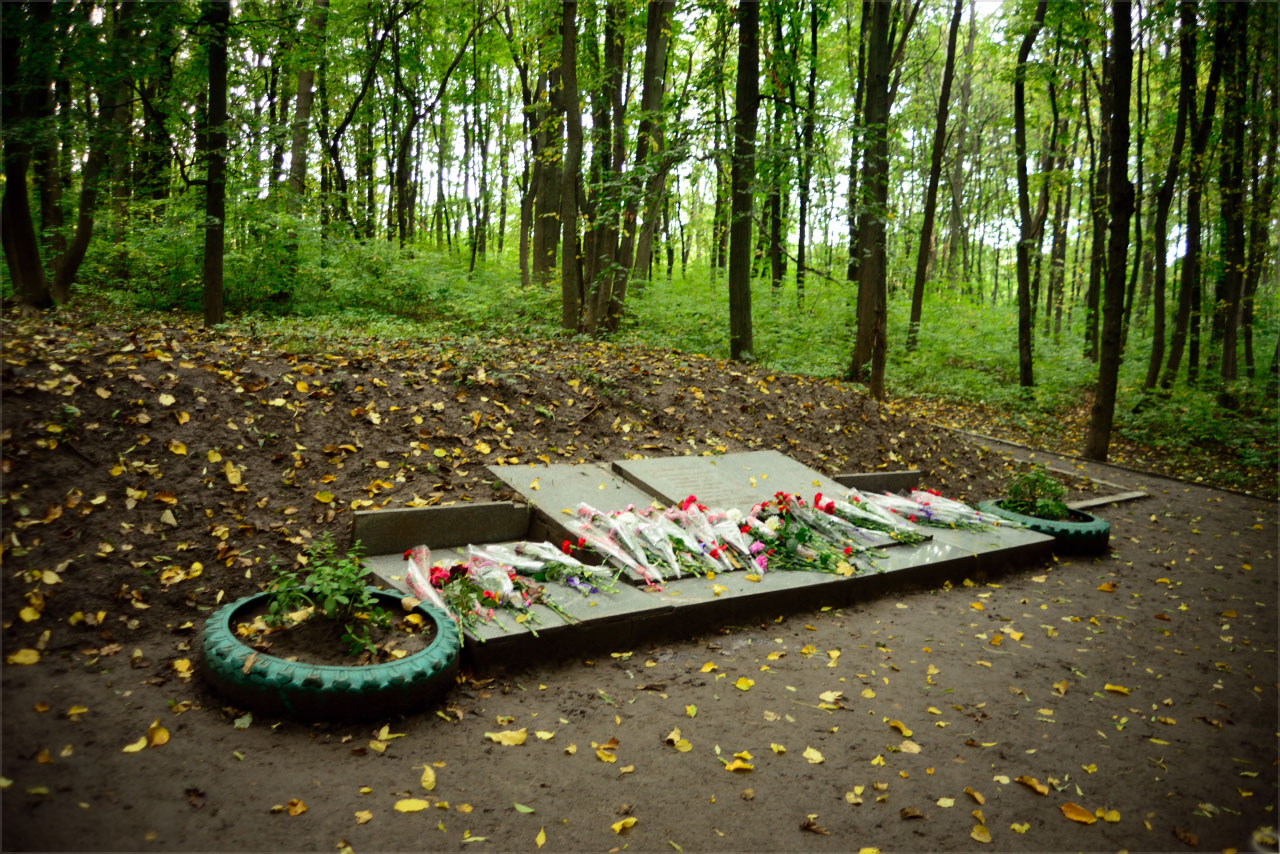
Місце масових розстрілів

## Історія поховань
Згідно з даними Державного архіву Полтавської області, розстріляні поховані у трьох братських могилах: в одній — 1600 трупів, у другій — 120, у третій — 280. Дві могили знаходяться в лісі, третя — на території складу паливно-мастильних матеріалів колишнього військового аеродрому. Щоправда детального обстеження походження трупів так і не було здійснено (існує ймовірність про довоєнні розстріли, які здійснюввали органи НКВС СРСР). 
У жовтні 1941 р. та червні 1942 р. розстріляні до 900 чоловік душевнохворих, які знаходилися на лікуванні у Полтавській психіатричній лікарні. Їх під приводом переводу до Харківської психіатричній лікарні на автомобілях вивезли у Гришкин ліс і там розстріляли.
Тут також були розстріляні мирні жителі, диверсанти військ СРСР.
Навесні 1942 року у м. Полтаві оголосили про евакуацію громадян єврейської національності. Євреям наказали зібратися родинами і взяти з собою цінні речі, які були у них відібрані. Колоною повели їх до Гришкиного лісу, де розстріляли.
Жителі села Яр Є. Огієнко та С. Огієнко розповіли, що у вересні 1941 року в Гришкиному лісі були жорстокі бої і від тих боїв залишилися дві великі траншеї, які стали братською могилою розстріляних.
У третій могилі поховані військовополонені сталінської армії. Як згадує А. Г. Коротич, жителька с. Пушкарівка, навесні 1942 р. німці з собаками по дорозі гнали колону військовополонених на розстріл, примусили їх викопати яму, яка стала їх могилою.

## Сучасний стан
1988 року на одній з могил (1,3 х 0,8 х 14,0 м) встановлено пам’ятний знак — 9 плит сірого граніту (4 — 1,15 х 0,5 м; 2 — 0,3 х 1,25 м; 3 — 1,45 х 0,8) і одна плита (0,9 х 0,7 м) з пам’ятним написом: «Перехожий зупинись, вшануй хвилиною мовчання священну пам’ять понад двох тисяч радянських громадян, розстріляних фашистськими загарбниками у цьому лісі під час тимчасової окупації Полтавщини в 1941–1943 роках».
Дві інші могили неозначені та не увічнені.

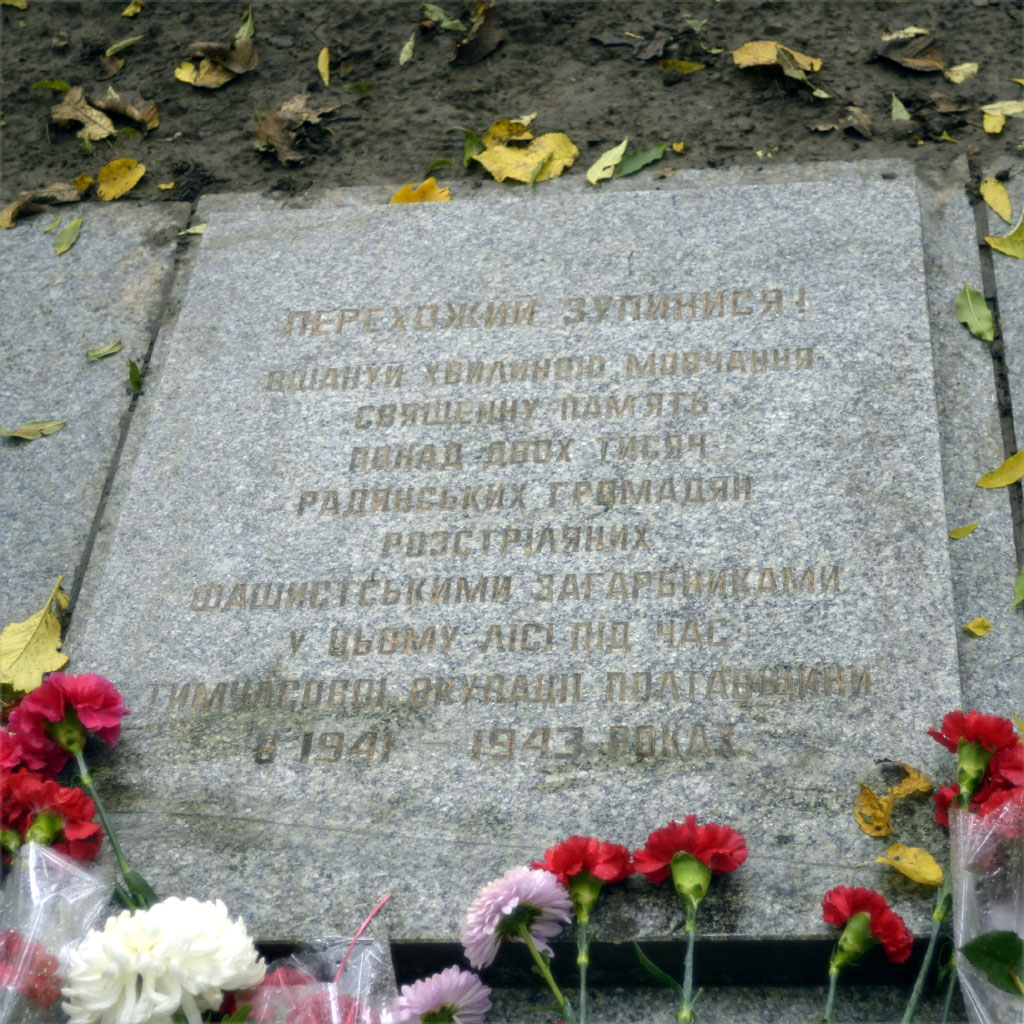
Плита з пам'ятним написом